# Callicista
Callicista là một chi bướm ngày thuộc họ Lycaenidae.